# Nephodia cuculoides
Nephodia cuculoides är en fjärilsart som beskrevs av Paul Dognin 1911. Nephodia cuculoides ingår i släktet Nephodia och familjen mätare. Inga underarter finns listade i Catalogue of Life.